# Горско-Рогово
Горско-Рогово — деревня в Гдовском районе Псковской области России. Входит в состав Первомайской волости Гдовского района.
Расположена на юго-востоке района, в 64 км к юго-востоку от Гдова и в 16 км к востоку от села Ямм. К востоку от деревни находится волостной центр Первомайская.

## Население
Численность населения деревни на 2000 год 48 человек.